# Fender Mark Hoppus Jazz Bass
Mark Hoppus Jazz Bass je električna bas-gitara koju je tvrtka Fender Musical Instruments Corporation proizvela 2000. godine. Prvi puta je predstavljena u video spotu američke pop punk skupine Blink-182, u izvedbi pjesme Adam's Song. Model ima dizajn tijela kao Fender Jazz, a vrat i elektromagnet kao u Fender Precision Bass gitare, s jednim zajedničkim potom za glasnoću i ton. Most je dizajniran tako da se žice provlače (engl.  string-through body), i montiraju s poleđine tijela gitare.